# Nowosady (rejon nowogródzki)
Nowosady (biał. Навасады; ros. Новосады) – wieś na Białorusi, w obwodzie grodzieńskim, w rejonie nowogródzkim, w sielsowiecie Walówka, w pobliżu jeziora Świteź.
W dwudziestoleciu międzywojennym leżały w Polsce, w województwie nowogródzkim, w powiecie nowogródzkim.
W kwietniu 1943 Niemcy spalili wsie Nowosady i Tuliczewo wraz z ich ludnością, za zabicie przez nieznanych sprawców niemieckiego żołnierza.